# غذا برای روح
غذا برای روح (日々は過ぎれど飯うまし Hibi wa Sugiredo Meshi Umashi, ت. "روزها می‌گذره ولی غذا خوشمزس") یک مجموعهٔ انیمیشن تلویزیونی ژاپنی است. آتو، نویسندهٔ نون نون بیوری، سازندهٔ این اثر بوده و پی.ای. ورکس انیمیت اثر را عهده‌دار بوده است. این انیمه از آوریل تا ژوئن ۲۰۲۵ پخش شد. همچنین یک مانگا با طراحی کورو از این اثر اقتباس و در مارس ۲۰۲۵ به‌صورت آنلاین منتشر شد.

## خلاصه داستان
ماکو کاوایی دانشجوی سال اول دانشگاه است که بسیار خجالتی است و برای همین از امتحان کردن چیزهای جدید می‌ترسد. او به آشپزی علاقه دارد و اغلب در مورد غذاهایی که در اطرافش می‌بیند کنجکاو است، اما این کنجکاوی به خاطر خجالتی بودن ماکو فروکش می‌کند. با این حال، او به‌طور غیرمنتظره‌ای با دوست دوران دبستانش، شینون اوگاوا، ملاقات می‌کند که معلوم می‌شود حالا هم‌دانشگاهی هستند. شینون یک باشگاه جدید با موضوع تحقیقات غذایی در دانشگاه ایجاد می‌کند و سعی می‌کند ماکو را به باشگاهش دعوت کند. هرچند ماکو این پیشنهاد را قبول نمی‌کند، اما میل او به آشپزی بر خجالتش غلبه کرده و او را به سوی یک ماجراجویی لذیذ می‌کشاند.

## رسانه

### مانگا
یک مانگای اقتباسی با تصویرگری کورو، از ۱۵ مارس ۲۰۲۵ در وبگاه مدیا فکتوری منتشر شد تا مه ۲۰۲۵، یک جلد تانکوبون از این اثر منتشر شده است. 
| شماره | تاریخ انتشار | شابک                   |
| ----- | ------------ | ---------------------- |
| 1     | ۲۸ مه ۲۰۲۵   | شابک ‎۹۷۸−۴−۰۴−۸۱۱۴۹۸−۱ |